# Königin-Luise-Schule
Die Königin-Luise-Schule ist ein allgemeines städtisches Gymnasium (G9) im offenen Ganztag in der Kölner Innenstadt Nähe Ehrenstraße / Friesenplatz. Die Schule wurde 1871 als erste städtische Höhere Töchterschule Köln gegründet und in den 1970er Jahren in ein koedukatives Gymnasium umgewandelt.

## Schulprofil
Die Königin-Luise-Schule weist über das reguläre Fächerangebot hinaus Schwerpunkte in folgenden Bereichen auf:
- Bereich Naturwissenschaften: Die Königin-Luise-Schule ist seit 2019 mint-freundliche Schule. Die Naturwissenschaften werden in Klasse 5 und 6 als Verbundfach unterrichtet. In der Jahrgangsstufe 9 und 10 wird das Differenzierungsfach Robotik angeboten. Die Schule beteiligt sich bei verschiedenen Wettbewerben: Jugend forscht, Mathe-Olympiade, Pangea, Bundeswettbewerb Mathematik, Känguru-Wettbewerb und beim Robotik-Wettbewerb.
- Bereich Sprachen: Im Fach Deutsch führt die Königin-Luise-Schule in Klasse 6 den Vorlesewettbewerb durch und beteiligt sich in Klasse 9 bei Jugend debattiert. In den Fremdsprachen werden Austauschprogramme nach Großbritannien, Frankreich und die USA durchgeführt. In der Jahrgangsstufe 9 und 10 wird das Differenzierungsfach Europe Talking English (ETE) angeboten, das in der Oberstufe in einem Grundkurs Sozialwissenschaften mit bilingualen Modulen fortgeführt wird. Neben Englisch, Französisch und Latein wird ab der Oberstufe auch Spanisch als Unterrichtsfach angeboten. Folgende Fremdsprachenzertifikate können erworben werden: DELF, LCCI, CAE, CertiLingua und Big Challenge.
- Künstlerisch-musischer Bereich: In der Jahrgangsstufe 9 und 10 wird das Differenzierungsfach Mediales Gestalten angeboten. Schulchor, Schulband sowie zwei Theatergruppen zählen zu den AG-Angeboten.
- Bereich soziales Lernen: Die Königin-Luise-Schule verfolgt ein Erinnerungskonzept, in dessen Rahmen die Lernenden die Geschichte der Schule in verschiedenen Kursen und Projekten selbst erforschen und seit 2018 inzwischen 22 Stolpersteine verlegt wurden. Jährlich finden verschiedene Projekttage statt, u. a. KLS goes green. Die Königin-Luise-Schule ist Mitglied im Schulnetzwerk Schule ohne Rassismus – Schule mit Courage. Als Beitrag zur Medienerziehung werden an der Königin-Luise-Schule Medienscouts ausgebildet.

Das Gymnasium unterhält Kooperationen mit dem WDR, dem DLR, der Stadtbibliothek, der Universität zu Köln (Institut für Biologiedidaktik und Institut für Mathedidaktik), dem NS-DOK und dem Historischen Archiv der Stadt Köln. Die Königin-Luise-Schule ist regelmäßig Teilnehmerin der Kölner Schull- un Veedelszöch.

## Geschichte
Die erste städtische und damit konfessionell ungebundene Höhere Töchterschule Köln wurde 1871 gegründet und 1907 nach der preußischen Königin Luise von Mecklenburg-Strelitz (1776–1810) benannt. Die Schule umfasste zunächst ein Lyzeum, später folgten eine Lehrerinnen-Bildungsanstalt (1874), die Einrichtung von Elementarklassen (1887), eine Frauenschule zur Ausbildung technischer Lehrkräfte (1910), ein Kindergarten (1911) und nach der umfassenden Reform der Mädchenschulen in Preußen im Jahr 1908 ein Oberlyzeum (1913), an dem Frauen jetzt auch das Abitur ablegen konnten.
Von 1876 bis in den Zweiten Weltkrieg befand sich das Schulgebäude in der St.-Apern-Straße. Es wurde am 29. Juni 1943 stark beschädigt und der Lehrbetrieb deshalb in das benachbarte Gebäude des ehemaligen jüdischen Reformrealgymnasium Jawne verlagert. Am 1. Juli 1944 wurden etwa 250 Schülerinnen in das Seebad Bansin auf Usedom evakuiert. In den Nachkriegsjahren war die Königin-Luise-Schule im Schulgebäude Nußbaumer Straße in Neuehrenfeld untergebracht. 1959 eröffnete das heutige Schulgebäude etwa 300 Meter vom alten Standort entfernt in der Alten Wallgasse. In den 1970er Jahren wurde die Königin-Luise-Schule in ein koedukatives Gymnasium umgewandelt.

Geschichte der Königin-Luise-Schule
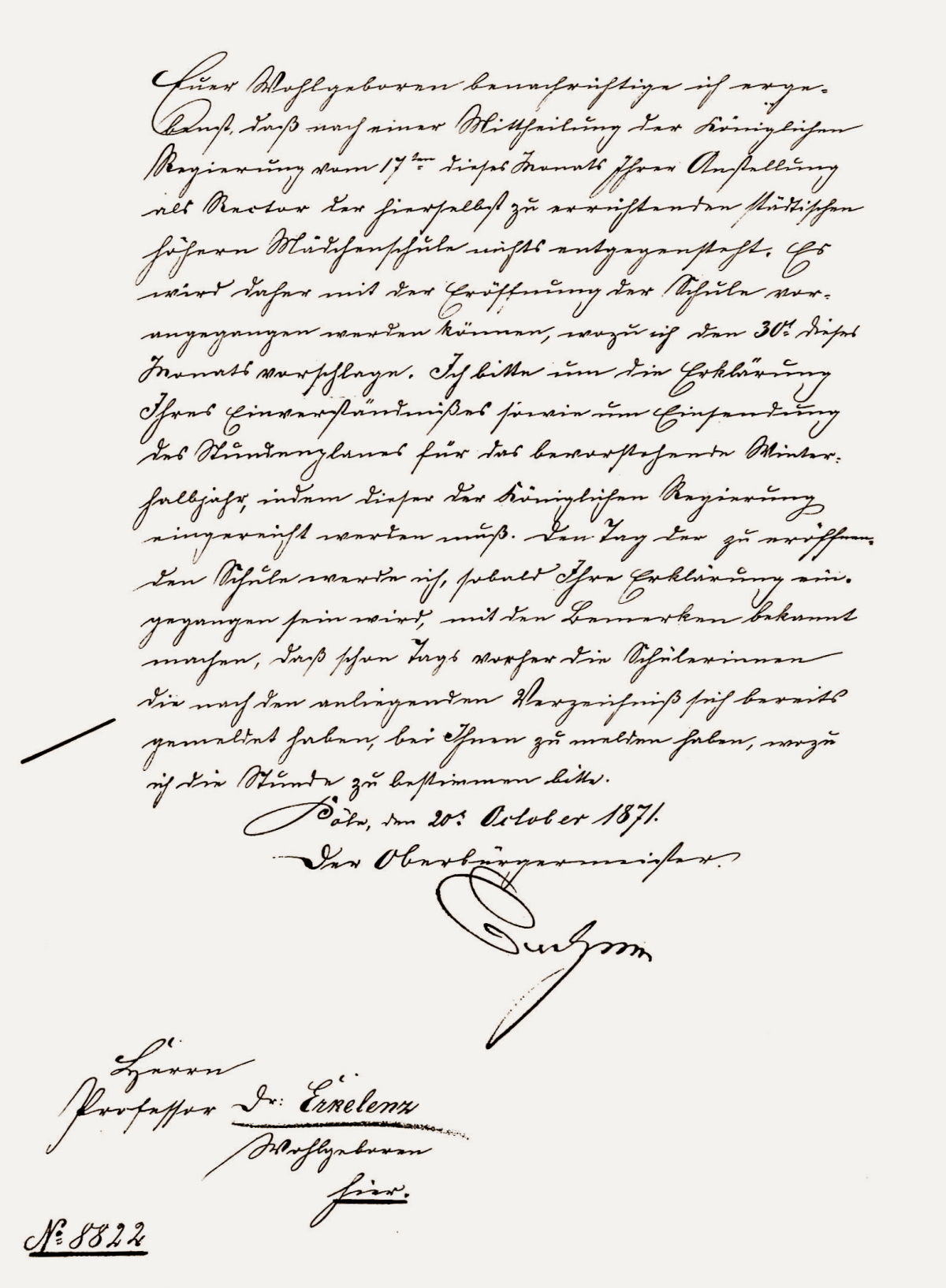
Oberbürgermeister Alexander Bachem zur Gründung der Schule
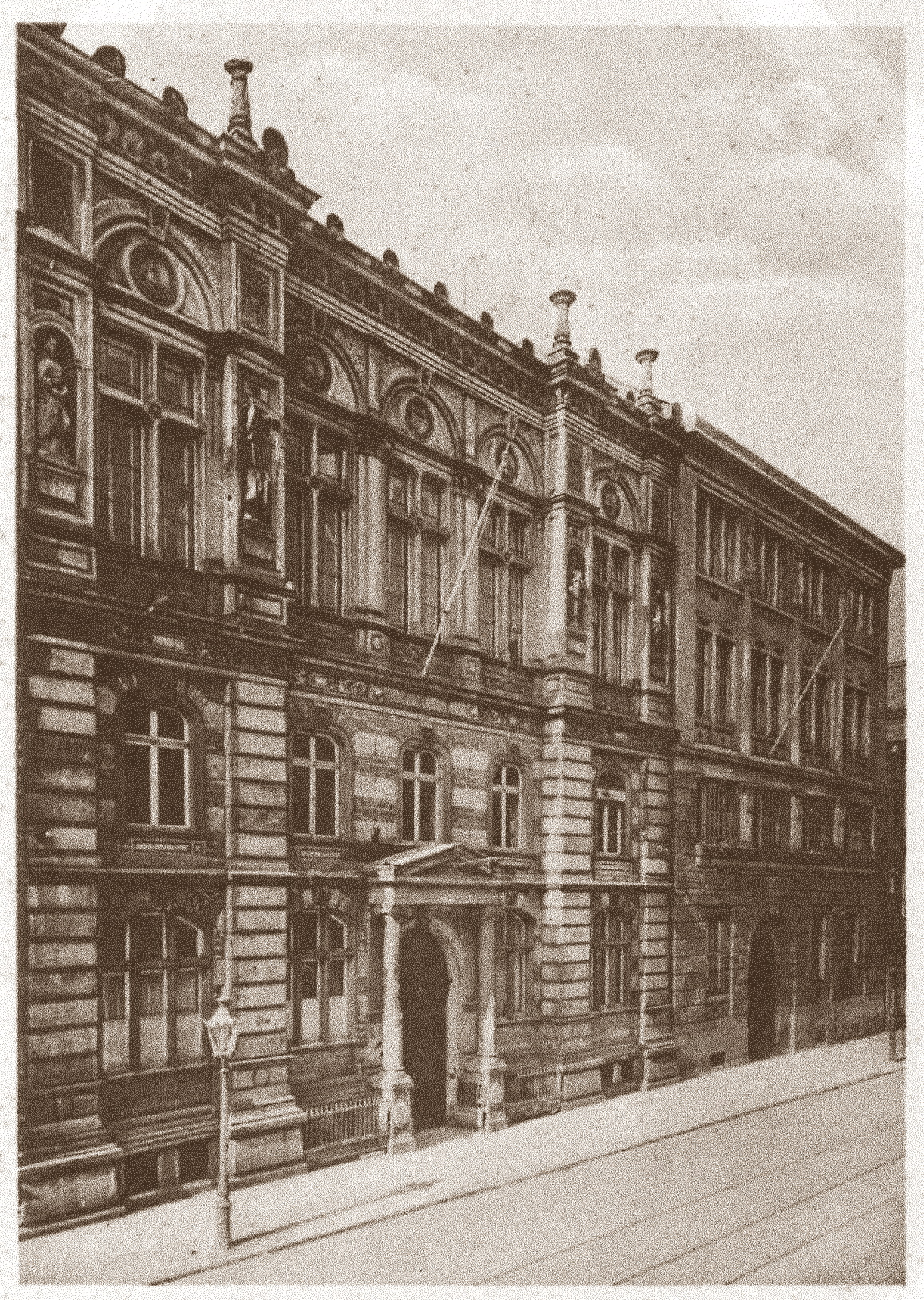
Schulgebäude St.-Apern-Straße, Postkarte o. J.
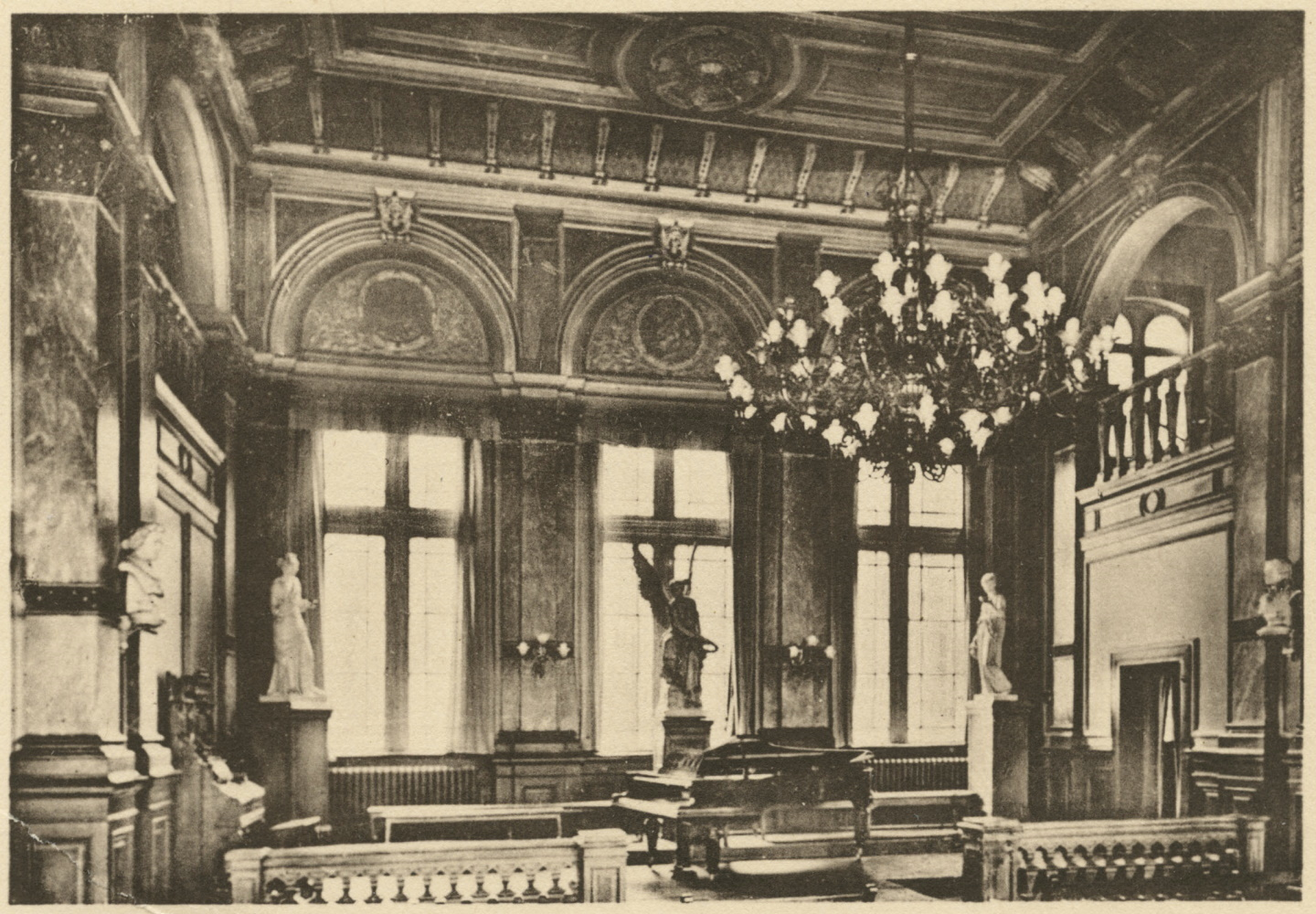
Aula im Gebäude St.-Apern-Straße, Postkarte o. J.
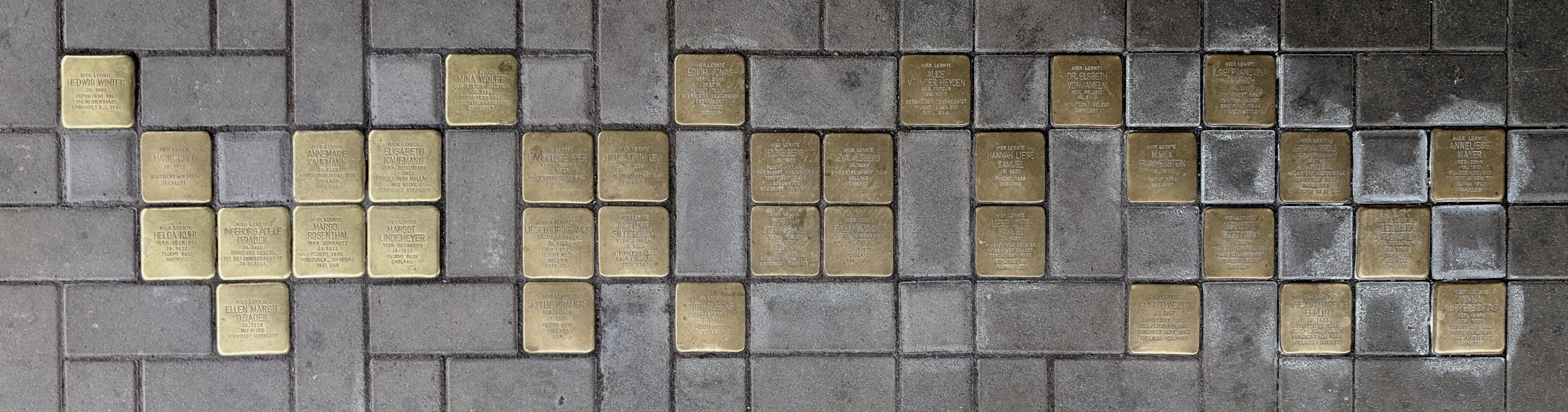
Stolpersteine vor dem Haupteingang der Königin-Luise-Schule, Foto von 2024

### Stolpersteine
Die Königin-Luise-Schule ehrt im Nationalsozialismus verfolgte ehemalige Schülerinnen. Ostern 1938 wurden die letzten 13 jüdischen Schülerinnen der Schule verwiesen. Insgesamt haben in den Jahren seit ihrer Gründung mindestens 400 jüdische Mädchen und Frauen die Schule besucht oder waren hier als Lehrerin beschäftigt. Seit 2018 wurden 34 Stolpersteine vor dem Schuleingang (Palmstraße 1) verlegt. Auf der Homepage der Schule gibt ein Gedenkbuch Auskunft über die Biographien der geehrten Schülerinnen. Von den 34 Geehrten wurden 13 im Holocaust ermordet.
- Eva Alsberg (* 1924)
- Elsbeth von Ameln, geb. Pollitz (* 1905)
- Elsie Berg (1923–1943)
- Luise Margarethe Berlin (1893–1942)
- Hannelore Bier (* 1925)
- Ilse Franziska Deutsch (1900–1944)
- Ingeborg Dziadek (1923–1944)
- Ellen Dziadek, verh. Valkenburg (* 1926)
- Maria Frankenstein (* 1919)[6]
- Doritta Gallet, geb. Sternschuss (* 1923)
- Alice von der Heyden, geb. Tuteur (1897–1944)
- Edith Jonas (1913–1951)[7]
- Gertrud Katzenstein, geb. Bernstein (* 1895)
- Annemarie Kaufmann (* 1923)
- Elisabeth Kaufmann, verh. Rosenberg (* 1922)
- Lieselotte Kramer (* 1925)[8]
- Nellie Kramer (* 1895)
- Helga Kuhl, verh. Odenthal (* 1922)
- Anna Kupperschlag (1894–1944)
- Margot Lindemeyer, verh. Roesberg (* 1923)
- Hilde Edith Levi (* 1925)[9]
- Anneliese Mayer, geb. Cohn (1913–1940)
- Regina Prins geb. Rothschild (1913–1943)
- Marie Rhée (* 1922)
- Ellen Rosenbaum, geb. Süskind (* 1923)
- Margot Rosenthal, verh. Schwartz (* 1922)
- Edith Rubens, geb. Lorant (* 1908)
- Hannah Liese Samuel (* 1920)[10]
- Liese Lotte Samuel (1923–1945)[11]
- Ingelore Silberbach (* 1925)[12][13]
- Liselotte Sussmann (* 1930)
- Irmgard Weiler (1900–1942)
- Hedwig Winter (1883–1944)
- Mina Wolff, geb. Speier-Holstein (1883–1945)

## Gebäude
Das Gymnasium teilt sich in zwei Gebäudeteile auf. Das am 4. September 1959 eröffnete und seit 1989 denkmalgeschützte Hauptgebäude (Architekt: Peter Friedrich Schneider) befindet sich zwischen Alte Wallgasse und Albertusstraße auf einem ehemaligen römischen Gräberfeld. Markant ist das von Georg Meistermann gestaltete Treppenhaus. Anfang der 1990er Jahre wurde das Pädagogische Zentrum nach Plänen von Oswald Mathias Ungers angebaut. 2022 wurde der zweite Gebäudeteil Palmstraße fertiggestellt und bezogen.

Schulgebäude
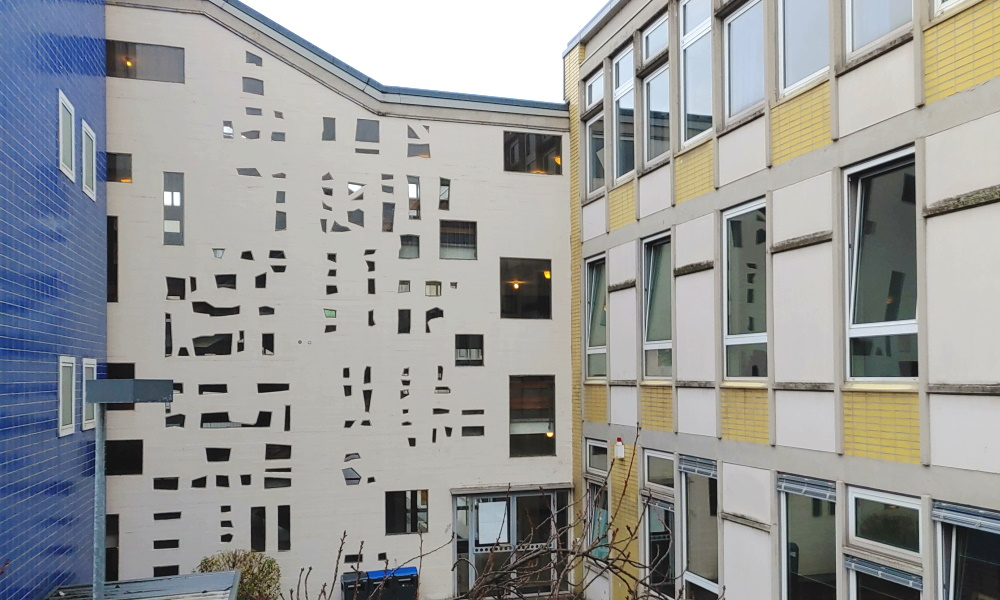
Treppenhaus von Georg Meistermann, 1959
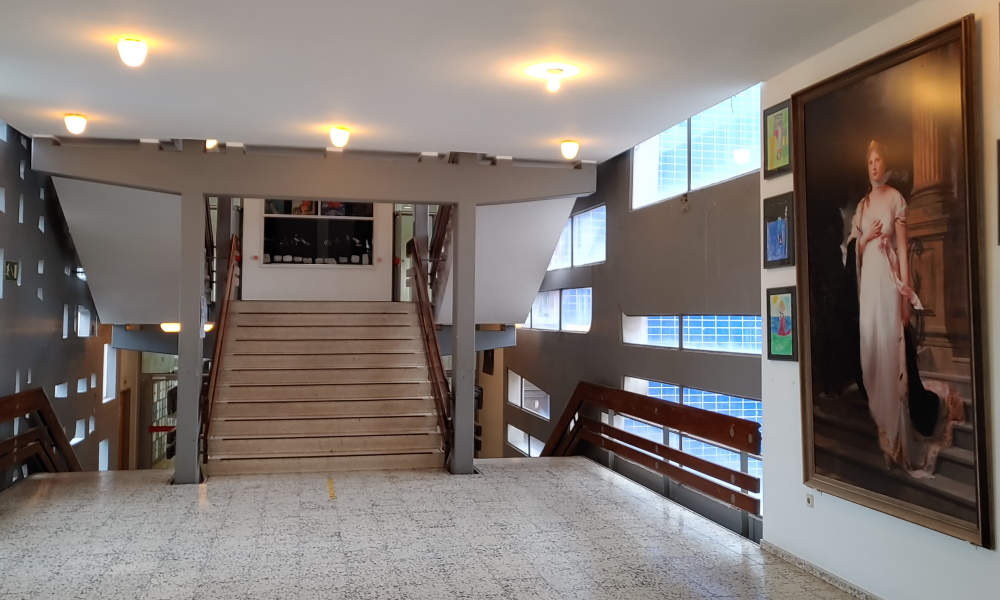
Innenansicht Treppenhaus, Porträt (Kopie) von Königin Luise
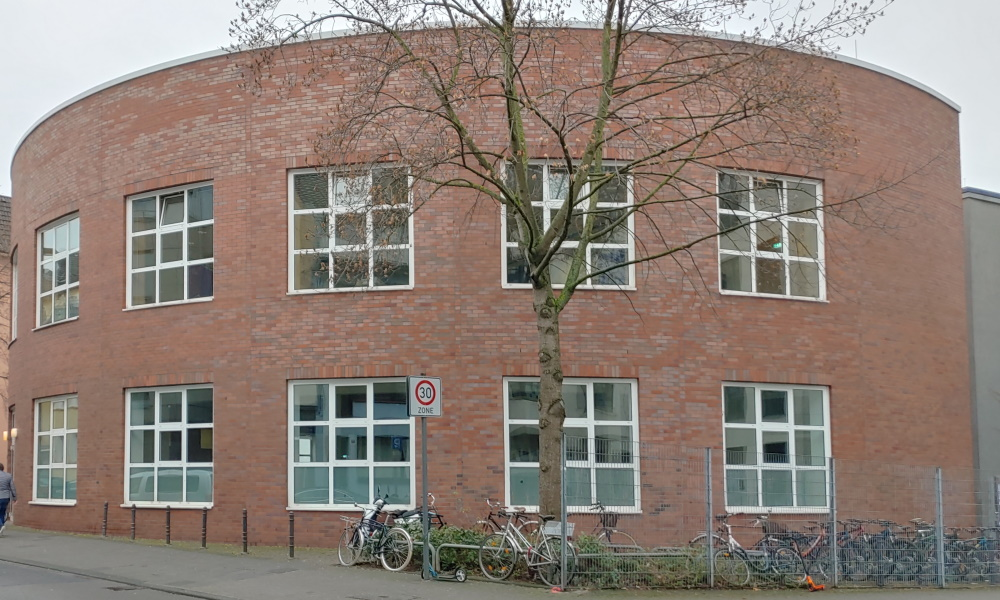
Pädagogisches Zentrum von Oswald Mathias Ungers
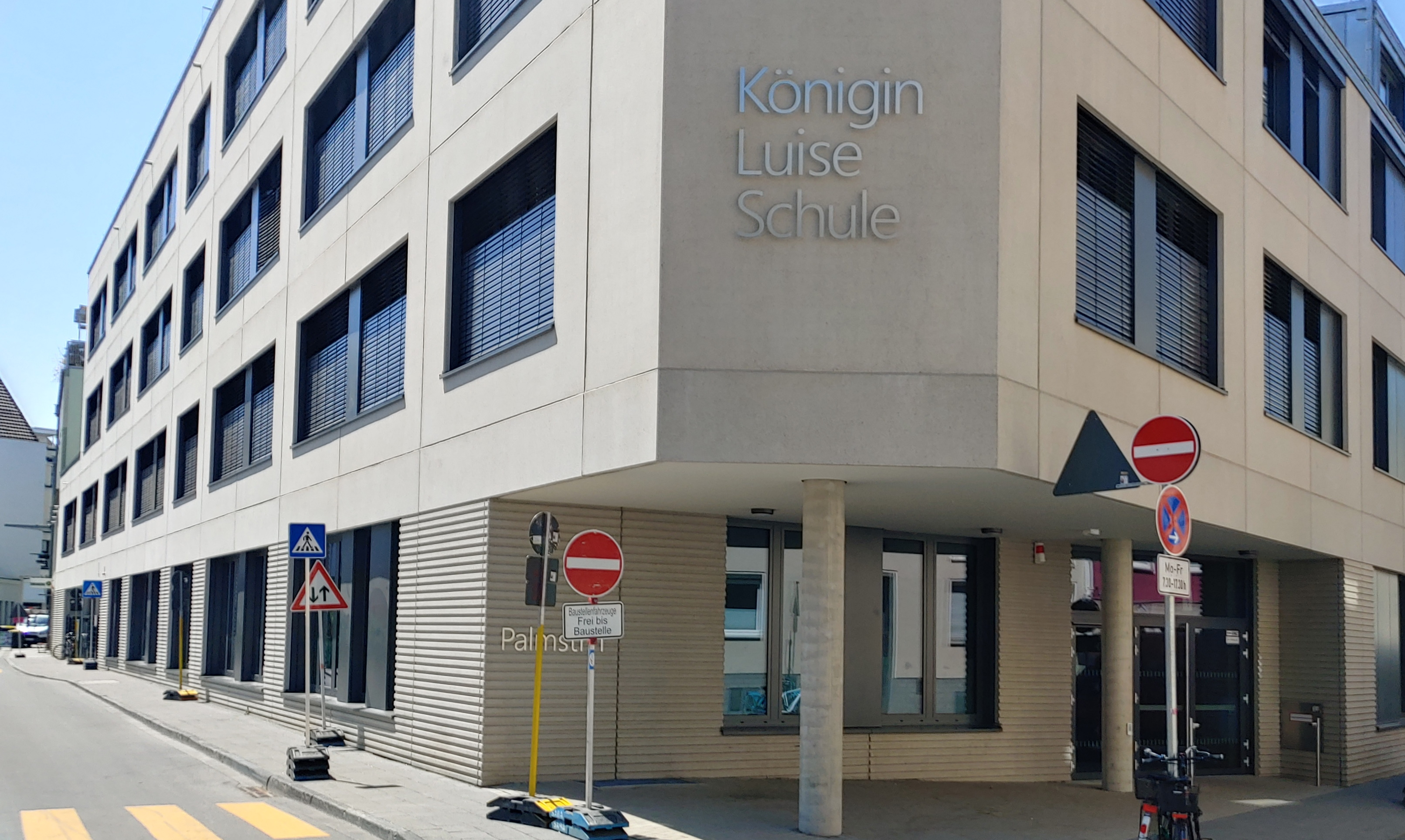
Neubau Palmstraße, Foto vom 23. Juni 2022

## Persönlichkeiten

### Lehrende

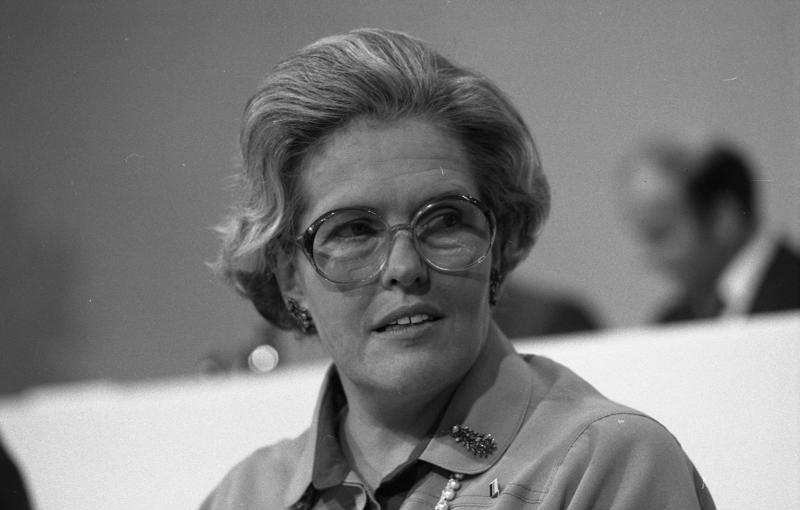
Hanna-Renate Laurien (1978)

- Friedrich Blumberger (1849–1919), Pädagoge, 1898–1919 Schulleiter der Königin-Luise-Schule
- Maria Krische, geb. Reinicke (1880–1945), 1900 Lehrerinnenexamen in Köln, Frau von Paul Krische, mit dem zusammen sie sich in der Sexualreformbewegung engagierte.
- Amalie Lauer (1882–1950), Lehrerin an der Königin-Luise-Schule, Professorin für Sozialpädagogik
- Ernst Simons (1919–2006), Lehrer für jüdischen Religionsunterricht
- Hanna-Renate Laurien (1928–2010), 1965–1970 Schulleiterin der Königin-Luise-Schule, 1976–1981 Kultusministerin von Rheinland-Pfalz, 1981–1989 Bildungssenatorin von Berlin
- Bernd Sülzer (1940–2012), Lehrer an der Königin-Luise-Schule, Schriftsteller
- Ulrich Heinen (* 1960), Lehrer an der Königin-Luise-Schule, Professor für Gestaltungstechnik und Kunstgeschichte

### Lernende

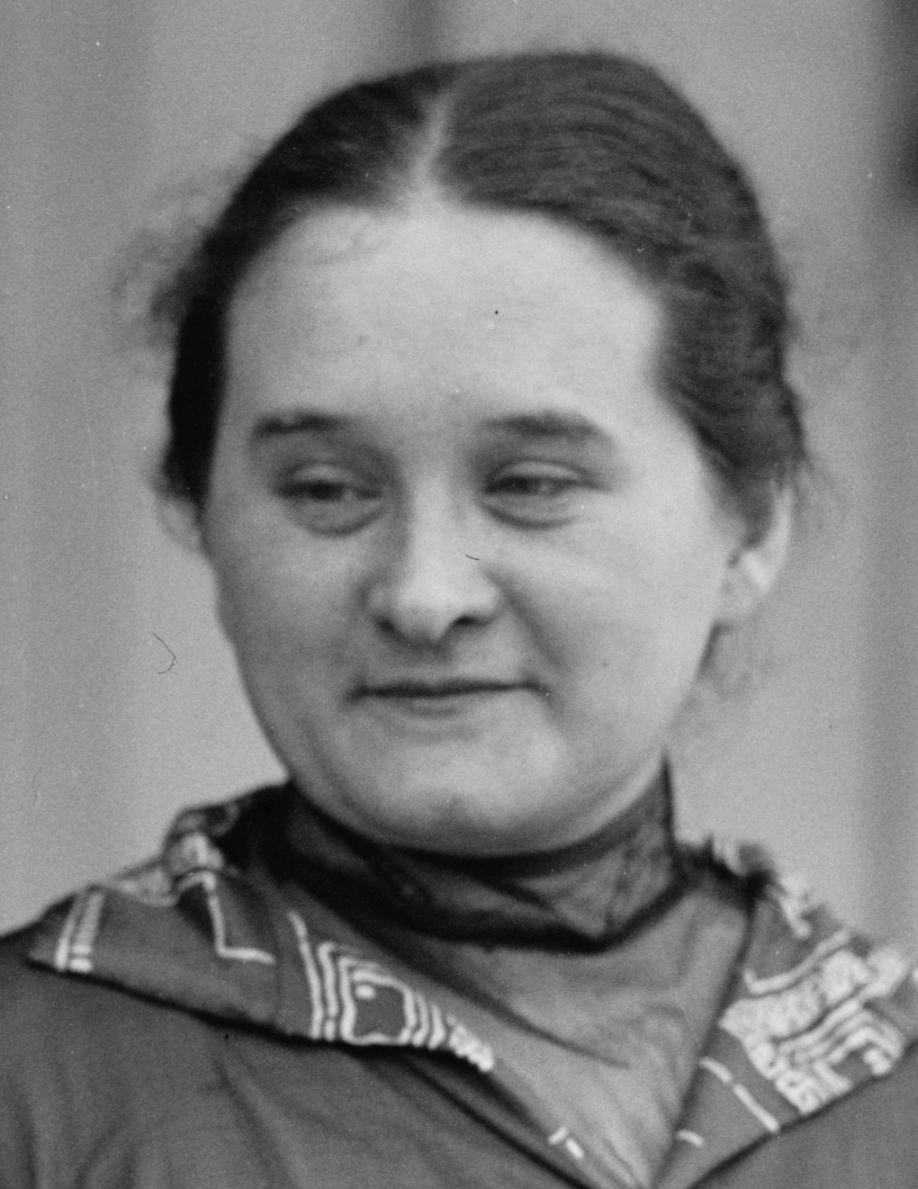
Christine Teusch (1925)

- Louise Dumont geb. Heynen, (1862–1932), Schauspielerin und Theaterleiterin
- Emma Adenauer geb. Weyer (1880–1916), erste Ehefrau von Konrad Adenauer
- Hedwig Thöne (1887–1962), Pädagogin
- Christine Teusch (1888–1968), Politikerin des Zentrum und der CDU, 1919 Mitglied der Nationalversammlung, 1920–1933 Reichstagsabgeordnete, 1947–1954 Kultusministerin von Nordrhein-Westfalen. Sie gilt als erste Frau mit Ministerposten im Westdeutschland der Nachkriegszeit.
- Elisabeth Engels (1892–1970), Pädagogin
- Helene Wieruszowski (1893–1978), Historikerin
- Henriette Hannah Bodenheimer (1898–1992), Tochter von Max I. Bodenheimer
- Ina Gschlössl (1898–1989), Theologin, Vorkämpferin für die Zulassung von Frauen zum evangelischen Pfarramt
- Bertha Sander (1901–1990), Innenarchitektin
- Elsbeth von Ameln (1905–1990), Juristin. An von Ameln erinnert seit 2019 ein Stolperstein am Haupteingang der Königin-Luise-Schule.
- Luise Raskin (1909–2002), Kindergärtnerin, Montessoripädagogin
- Trude Guermonprez (1910–1976), Textilkünstlerin
- Helene Rahms (1918–1999), Journalistin
- Annemarie Lütkes (* 1948), Politikerin von Bündnis 90/Die Grünen
- Elke König (* 1954), Ökonomin
- Linda Simonis (* 1965), Literaturwissenschaftlerin
- Iris Sayram (* 1974), bundespolitische Korrespondentin im ARD-Hauptstadtstudio
- Türker Süer, Filmregisseur und Drehbuchautor
- Markus Sehr (* 1977) Filmregisseur und Drehbuchautor
- Dennis Gratz (* 1978), Politiker, Politikwissenschaftler und Schriftsteller, 2014 bis 2018 (Naša stranka) und seit 2022 (Demokratska fronta BH) Mitglied des Abgeordnetenhauses von Bosnien und Herzegowina